# Route 337 (Québec)
Pour les articles homonymes, voir Route 337.
La route 337 (R-337) est une route régionale québécoise d'orientation nord / sud située sur la rive nord du fleuve Saint-Laurent. Elle dessert la région administrative de Lanaudière.

## Tracé
La route 337 débute au cœur de Terrebonne, à l'angle de la route 344 (Boulevard des Seigneurs). Son tracé se retrouve entre Saint-Jean-de-Matha au nord et la ville de Terrebonne au sud. Elle partage une partie de son tracé avec la route 335 entre Terrebonne (secteur de La Plaine) et Saint-Lin–Laurentides. Elle traverse également la ville de Rawdon sur son parcours.

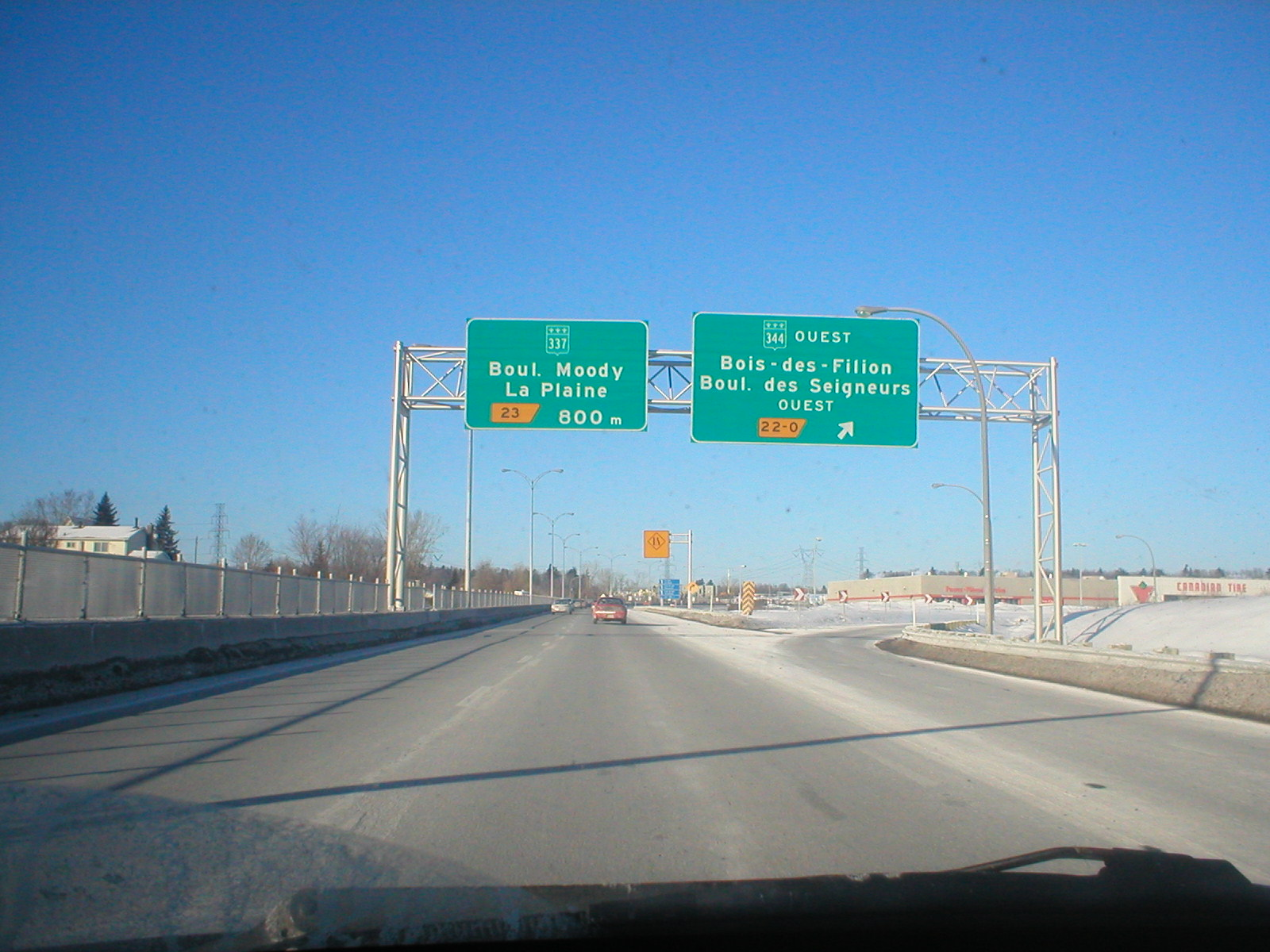
Échangeur de l'A-25 et de la route 337 à Terrebonne.
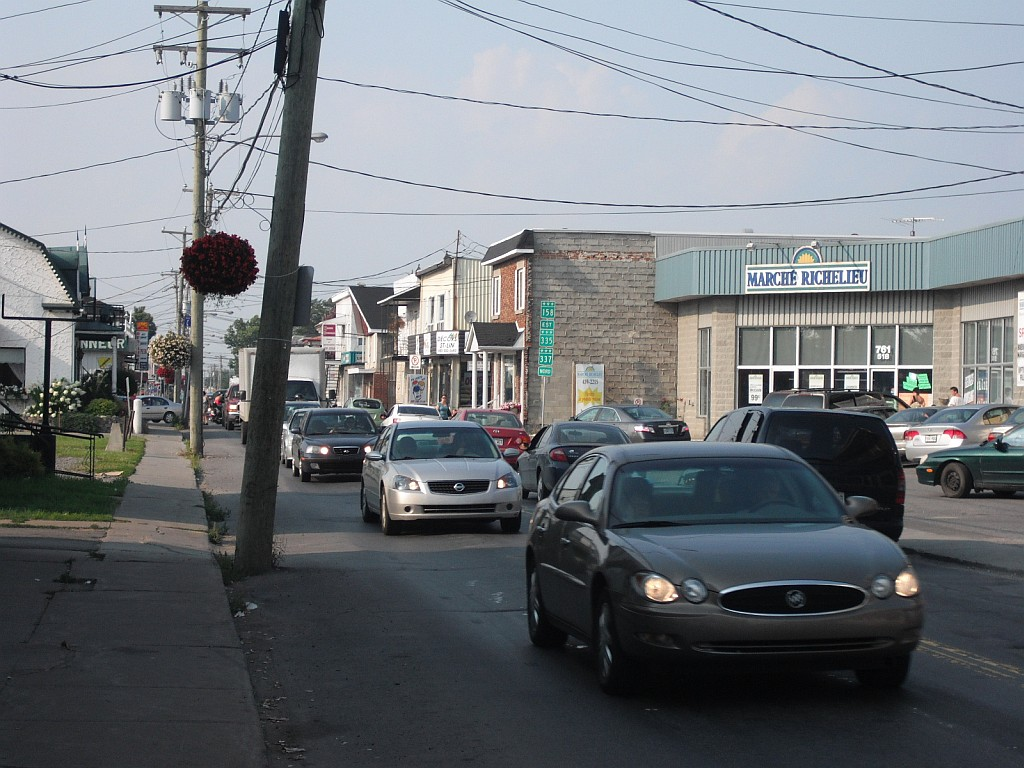
À Saint-Lin–Laurentides, la route 337 suit le même itinéraire que les routes 158 et 335.

## Localités traversées (du sud au nord)
Liste des municipalités dont le territoire est traversé par la route 337, regroupées par municipalité régionale de comté.

### Lanaudière
Les Moulins
- Terrebonne
- Mascouche
- Terrebonne (La Plaine)

Montcalm
- Saint-Lin–Laurentides
- Sainte-Julienne

Matawinie
- Rawdon
- Saint-Alphonse-Rodriguez
- Sainte-Béatrix
- Saint-Jean-de-Matha

## Intersections majeures
| MRC                                           | Municipalité             | km    | Destinations                                                     | Notes |
| --------------------------------------------- | ------------------------ | ----- | ---------------------------------------------------------------- | --- |
| Les Moulins                                   | Terrebonne               | 0,00  | R-344 (Boulevard des Seigneurs)                                  | La R-337 sud devient la R-344 est                                                                               |
| Les Moulins                                   | Terrebonne               | 0,10  | A-25 – Montréal, Rawdon                                          | Sortie 23 de l'A-25                                                                                             |
| Les Moulins                                   | Terrebonne               | 2,70  | A-640 – Repentigny, Saint-Eustache                               | Sortie 38 de l'A-640                                                                                            |
| Les Moulins                                   | Terrebonne               | 13,20 | R-335 sud – Sainte-Anne-des-Plaines                              | Terminus sud du multiplex avec la R-335                                                                         |
| Montcalm                                      | Saint-Lin–Laurentides    | 20,00 | R-158 ouest / R-339 sud – Saint-Jérôme, Saint-Roch-de-l'Achigan  | Terminus sud du multiplex avec la R-158; terminus nord de la R‑339                                              |
| Montcalm                                      | Saint-Lin–Laurentides    | 21,60 | R-158 est – Joliette                                             | Terminus nord du multiplex avec la R-158                                                                        |
| Montcalm                                      | Sainte-Julienne          | 24,80 | R-335 nord – Saint-Calixte                                       | Terminus nord du multiplex avec la R-335                                                                        |
| Montcalm                                      | Sainte-Julienne          | 34,70 | R-125 sud / R-346 est – Montréal, Saint-Esprit, Saint-Liguori    | Terminus sud du multiplex avec la R-125; terminus ouest de la R-346                                             |
| Montcalm                                      | Sainte-Julienne          | 39,50 | R-125 nord – Chertsey, Saint-Donat                               | Terminus nord du multiplex avec la R-125; Chertsey indiqué en direction nord seulement                          |
| Matawinie                                     | Rawdon                   | 44,20 | R-341 nord / R-348 ouest – Chertsey, Saint-Donat                 | Terminus sud du multiplex avec la R-341 / R‑348; indications en direction sud seulement                         |
| Matawinie                                     | Rawdon                   | 44,50 | R-341 sud / R-348 est – Saint-Ambroise-de-Kildare, Saint-Jacques | Terminus nord du multiplex avec la R-341 / R‑348; Saint-Ambroise-de-Kildare indiqué en direction nord seulement |
| Matawinie                                     | Saint-Alphonse-Rodriguez | 57,30 | R-343 sud – Sainte-Marcelline-de-Kildare, Joliette               | Terminus sud du multiplex avec la R-343; Joliette indiqué en direction sud seulement                            |
| Matawinie                                     | Saint-Alphonse-Rodriguez | 62,60 | R-343 nord – Saint-Côme                                          | Terminus nord du multiplex avec la R-343                                                                        |
| Matawinie                                     | Saint-Jean-de-Matha      | 79,90 | R-131 – Sainte-Émélie-de-l'Énergie, Joliette                     | |
| - Terminus de multiplex - Transition de route |                          |       |                                                                  | |